# District historique de Puna-Ka'u
Pour les articles homonymes, voir Puna (homonymie).
Le district historique de Puna-Ka'u, en anglais Puna-Ka'u Historic District, est un district historique américain dans le comté d'Hawaï, à Hawaï. Protégé au sein du parc national des volcans d'Hawaï, il est lui-même inscrit au Registre national des lieux historiques depuis le 1er juillet 1974.